# Lepturges bucki
Lepturges bucki es una especie de escarabajo longicornio del género Lepturges, categorizada en la tribu Acanthocinini, de la subfamilia Lamiinae. Fue descrita por Melzer en 1930.

## Descripción
Mide 4-5 mm de longitud.

## Distribución
Se distribuye por Brasil.